# Ted Turner (Musiker)
Ted Turner (eigentlich David Allen Turner; * 2. August 1950 in Birmingham, England) ist ein britischer Gitarrist, Gründungsmitglied der Rockband Wishbone Ash.
Inspiriert vom britischen Bluesboom der 1960er begann Turner mit 17 Jahren Gitarre zu spielen. Er spielte in einer lokalen Band, King Biscuit, und bewarb sich erfolglos bei Colosseum.
1969 antwortete er auf eine Anzeige, über die Martin Turner und Steve Upton einen Gitarristen für eine neue Band suchten. Da sich die beiden nicht zwischen zwei Bewerbern, Ted Turner und Andy Powell, entscheiden konnten, nahmen sie nach einer zweiten Probe schließlich beide in die Band, die als Wishbone Ash bekannt wurde.
Ted Turner und Andy Powell bildeten eines der einflussreichsten Leadgitarren-Duos der Rockgeschichte, das Bands wie Thin Lizzy, Iron Maiden und Big Country beeinflusste. Turner spielte auf den ersten vier Alben von Wishbone Ash mit, sang und schrieb einige Stücke.
1974 verließ Turner die Band und ging nach Amerika, wo er in den 1970ern und 1980ern mit diversen Interpreten und Bands auftrat. 1987 kam er zu Wishbone Ash zurück, sprang aber 1994 erneut ab.
Seit 1997 lebt und spielt Turner wieder in England.